# マルク・ミムラム

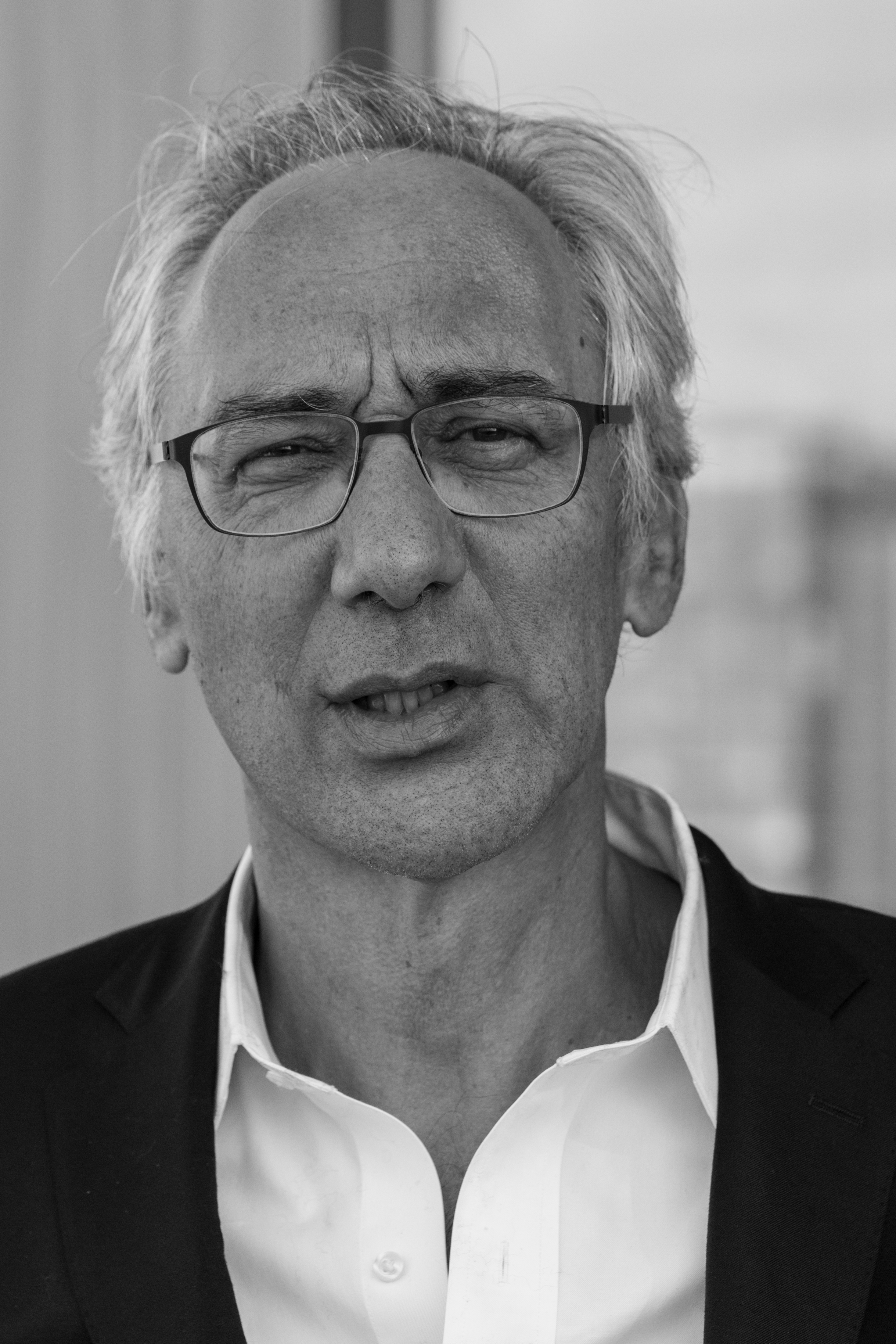
マルク・ミムラム 2013.

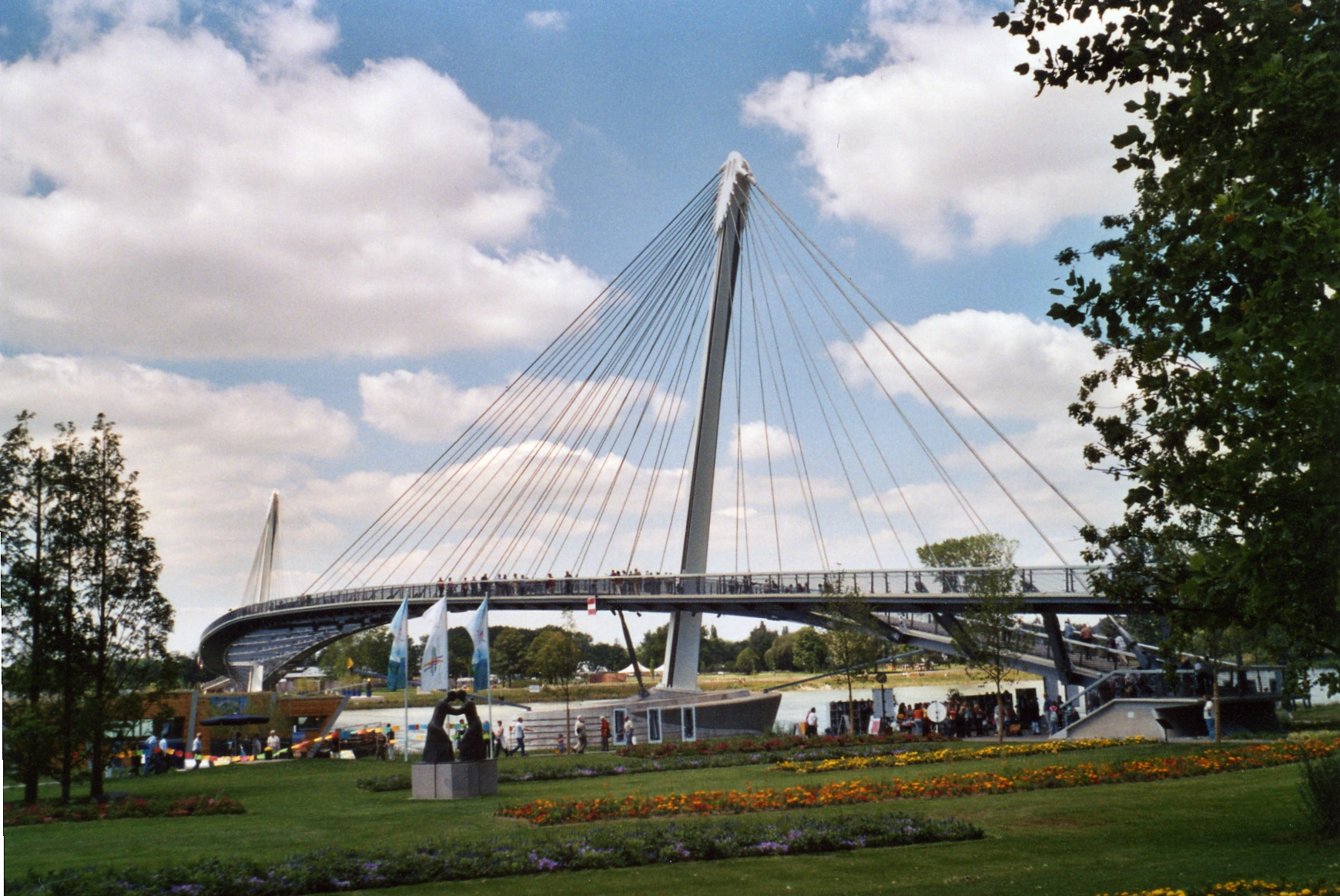
2004年のストラスブール花博の期間のミムラムの歩道橋

マルク・ミムラム（Marc Mimram）は1955年パリに生まれたフランスの構造家、建築家。
数多くの実現作、橋梁（1992年にパリのレオポール・セダール・サンゴール橋、1999年にTGV地中海線のラ・ガルド-アデマール鉄橋、等）と同様に、住宅あるいは公共施設（1983-1989年に財務省新庁舎の構想＝創案に参加、1998年にヴィリ-シャンティヨンのプール、2006年にラニー゠シュル゠マルヌの水泳センター、等）で名声を博する。彼はエコール・デ・ポン・ゼ・ショセ出身の技師で、かつパリのエコール・デ・ボザールで学位を得た建築家である。
文化省が-すべてのスタディーが完了していたのに-計画の中止を決定する以前には、パリのモリトール・プールの改修に参加するはずだったのも彼である。彼はまたポール・シュメトフについてのものをふくむ数多くの論文の筆者であり、哲学の学位保持者でもある。